# Геннінг Матрічиані
Геннінг Матрічиані (нім. Henning Matriciani, нар. 14 березня 2000, Ліппштадт, Німеччина) — німецький футболіст, захисник клубу «Шальке 04» та молодіжної збірної Німеччини.

## Ігрова кар'єра

### Клубна
Геннінг Матрічиані починав свою клубну кар'єру в молодіжних командах «Армінії» та «Ліппштадт 08». Саме у складі останнього футболіст дебютував на дорослому рівні в Регіональній лізі.
Перед сезоном 2020/21 Матрічиані перейшов до складу «Шальке 04». У травні 2021 року футболіст зіграв першу офіційну гру в основі. А у вересні того року підписав з клубом професійний контракт до 2024 року. За результатами сезону 2021/22 разом з командою Матрічиані став переможцем Другої Бундесліги.

### Збірна
Влітку 2023 року Геннінг Матрічиані був внесений в заявку молодіжної збірної Німеччини для участі в молодіжному чемпіонаті Європи в Румунії і Грузії.

## Досягнення
Шальке 04
- Переможець Другої Бундесліги: 2021/22